# 노리 파라머

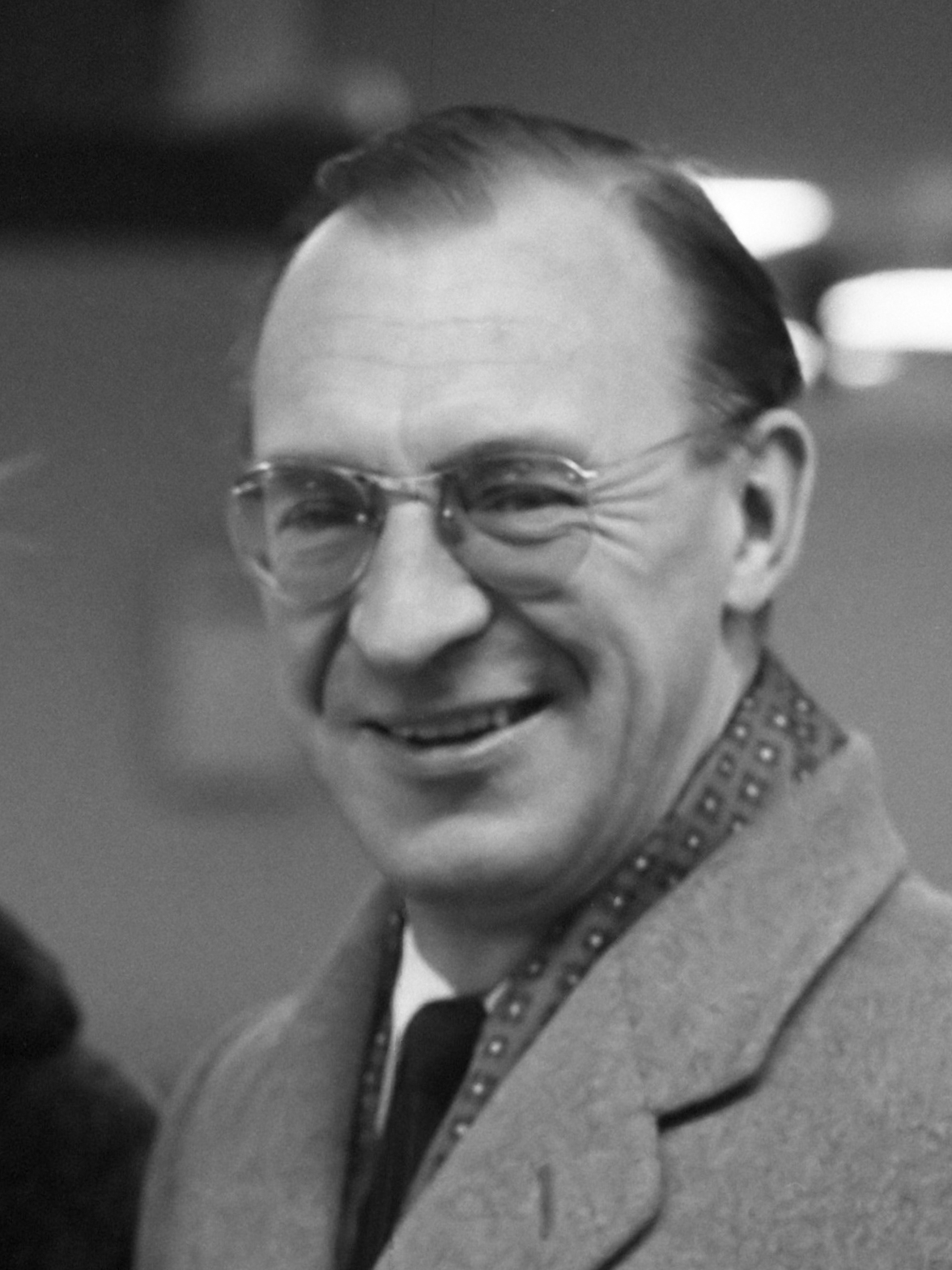

노리 파라머(Norrie Paramor, 1914년 ~ 1979년)는 영국의 가수이다. 런던에서 태어났다. 어릴 적부터 음악을 즐겼으며, 고교시절에는 밴드에서 연주하였다. 2차대전 시에는 공군에서 복역하였고, 전후 밴드를 결성하였으나 후에는 편곡에 손을 댔다. 1950년대부터 음반을 취입하고 오케스트라의 편곡 지휘를 하는 한편 무드 음악에 열중하였다. 또한 유행가수에게 편곡을 제공하여 많은 인기를 얻었으며, 빅 벤 밴조 밴드를 만들어 방송에도 출연하였다.